# Giovanni Domenico Olivieri
Giovanni Domenico Olivieri in spagnolo Juan Domingo Olivieri (Carrara, 1706 – Madrid, 1762) è stato uno scultore italiano, in stile barocco con sede a Madrid dove promosse la creazione della Real Academia de Bellas Artes de San Fernando.

## Biografia
I dati fondamentali per la sua biografia sono forniti da Juan Agustín Ceán Bermúdez il quale afferma di essere nato a Carrara dove si formò «insieme ai tanti maestri che vi si trovano per i marmi che si ricavano dalle loro cave». Si recò a Torino al servizio del Re di Sardegna e da lì il Marchese di Villarías, segretario di Stato di Felipe V, lo chiamò a Madrid , ottenendo la nomina del primo pittore del re.
Stabilitosi definitivamente a Madrid, ed ottenuta la cittadinanza spagnola, nel 1741 creò un'Accademia di scultura nelle stanze dove aveva la sua residenza nel Palazzo reale di Madrid. L'iniziativa sarebbe servita da immediato precedente alla formazione del Consiglio preparatorio costituito nel 1744 per la fondazione della Reale Accademia di Belle Arti, di cui sarebbe stato il primo direttore generale dopo la sua creazione ufficiale, nell'aprile 1752, oggi sotto il patrocinio di Ferdinando VI.

### Opere

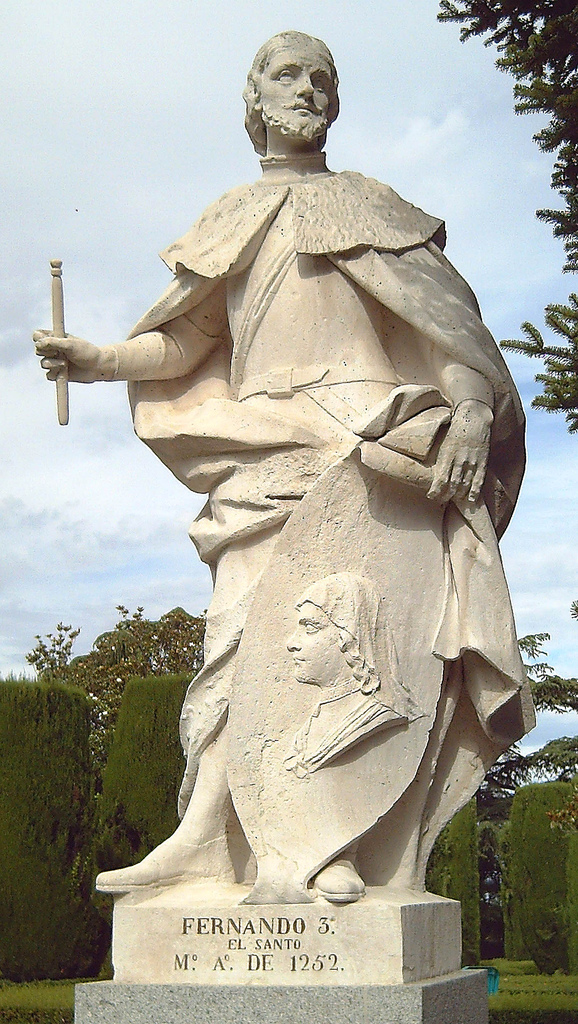
Fernando III el Santo, una scultura in pietra di Colmenar, dalla serie dei re per il Palazzo reale di Madrid. Attualmente nei Giardini di Sabatini

Olivieri ebbe uno straordinario intervento nella decorazione scultorea del Palazzo reale. Già nel 1742 gli fu chiesto un parere su questa decorazione, anche se alla fine sarebbe il progetto ornamentale ideato da Martín Sarmiento che sarebbe stato realizzato, affidandone l'esecuzione a Olivieri e Felipe de Castro. Il programma di Sarmiento, che concepì il Palazzo come un'effigie della "Spagna armata" e del nuovo Tempio di Salomone, è stato adattato al volo, data la complessità e il gran numero di sculture richieste.
Una serie di novantaquattro re di Spagna, a cominciare da Ataulfo, furono incaricati di coronare la balaustra. Nel 1749 l'opera fu assegnata a Olivieri e Castro, che si avvalerono di un gran numero di scultori nella sua esecuzione, tra cui Luis Salvador Carmona, Felipe del Corral, Juan de Villanueva y Barbales, Alejandro Carnicero, Roberto Michel, Juan Porcel e Juan Pascual de Mena. Per ridurre i costi, al posto del marmo è stata utilizzata la pietra calcarea di Colmenar e le statue sono state realizzate in due pezzi. Le statue di Felipe V e di sua moglie, Maria Luisa di Savoia, furono collocate sulla facciata principale e sul balcone, che iniziò la costruzione del palazzo, e Fernando VI con Maria Barbara di Braganza che lo terminò, la cui esecuzione Olivieri e Castro si riservarono. Nel 1760 Carlo III, visto il mutamento dei gusti, ordinò lo smantellamento delle statue, che furono conservate fino a quando dopo il 1787 iniziarono a essere distribuite in diversi giardini e parchi spagnoli. L'ampia scenografia, pensata per essere vista da lontano e talvolta criticata, presenta un'aria barocca "berninesca" con la varietà delle posture e degli abiti.

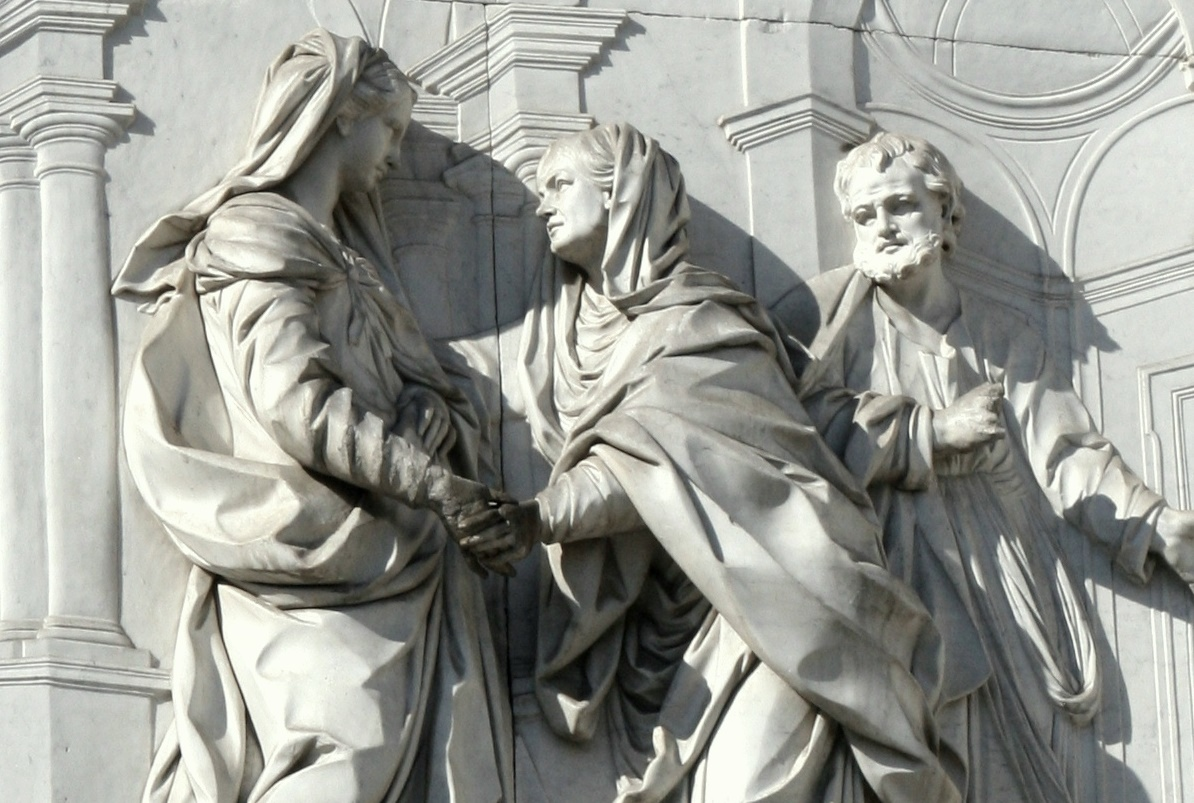
La Visitazione, particolare, facciata della parrocchia di Santa Bárbara, Madrid

Una seconda collezione era quella posta al livello del piano nobile, in cui Filippo Juvarra aveva già compreso quattordici piedistalli. Secondo il progetto di Sarmiento vi furono inclusi i re rappresentativi dei regni della nazione spagnola, tra cui Portogallo l'America, rappresentati da Montezuma e Atahualpa, a cui si aggiunsero i santi protettori di Spagna e Castiglia, Giacomo il Maggiore e Emiliano della Cogolla. La serie fu assegnata anche a Olivieri e Castro nello stesso anno 1749 e smantellata con il resto nel 1760, sebbene alcune statue siano da allora tornate al loro posto originale. Quattro colossali statue di imperatori romani furono proiettate a mezzogiorno davanti al triplo portale, della cui esecuzione Olivieri e Castro furono personalmente responsabili: Arcadio, Traiano, Teodosio I e Onorio considerati gli ultimi tre ispanici, essendo, secondo Ceán, di Olivieri gli ultimi due. 
Sul balcone principale fu proiettato un rilievo della "Spagna armigera", con le figure della Spagna come matrona armata e Plutone con il corno dell'abbondanza, eseguito in marmo dall'Olivieri, che fornì anche il modello per il rilievo attico della facciata principale. 
Nel 1750 fu incaricato della fontana del re per la città di Aranjuez progettata da Giacomo Bonavia. Realizzato in marmo di Carrara, aveva al centro una statua di Fernando VI con tre leoni, che fu sostituita da un'altra di Venere per ordine di Carlo III e la statua del re fu spostata nell'attuale Plaza de la Villa de París a Madrid. Al convento delle Salesas Reales una fondazione di Bárbara de Braganza, esegue il medaglione della Visitazione in rilievo per la copertina, «forse l'opera più squisita di Olivieri». Suoi sono anche, e nello stesso luogo, due tavole con angeli bambini che portano le tavole di Mosè e la Croce, e i rilievi e le sculture della sua pala d'altare maggiore. 
L'Real Academia de Bellas Artes de San Fernando conserva tra i suoi ritratti alcuni dei quali attestano la sua abilità in questo campo, tra cui la medaglia di José de Carvajal , protettore dell'istituzione, già lodata da Ceán, e due busti ovali a rilievo di profilo di Re Ferdinando VI e Barbara di Braganza. Conserva anche come deposito due effigi ovali della Vergine e dell'arcangelo San Gabriele come annuncio dal Museo del Prado.